# Dorota Osińska
Dorota Osińska (ur. 12 listopada 1978 we Wrocławiu) – polska aktorka i piosenkarka.

## Życiorys
Ukończyła andragogikę i animację kulturalną na Uniwersytecie Warszawskim.
Występowała na scenach muzycznych i teatralnych w Polsce, a także w USA, Kanadzie, Niemczech i Francji. Jej dotychczasowy repertuar tworzyli m.in.: Włodzimierz Korcz, Jerzy Satanowski, Zygmunt Konieczny, Magda Czapińska, Jacek Cygan, Ernest Bryll. Śpiewała u boku takich wykonawców jak: Zbigniew Wodecki, Irena Santor, Alicja Majewska, Stanisława Celińska, Magda Umer, Zbigniew Zamachowski, Krzysztof Kolberger, Grupa MoCarta.
W 1999 zajęła drugie miejsce w konkursie na interpretacje piosenek Agnieszki Osieckiej na festiwalu „Pamiętajmy o Osieckiej” w Warszawie oraz zwyciężyła w konkursie „Śpiewajmy Poezję” w ramach Zamkowych Spotkań w Olsztynie. W 2000 zdobyła pierwsze miejsce w konkursie „Czy to jest kochanie?” w Elblągu, zdobyła Grand Prix w konkursie piosenki artystycznej w Rybniku i otrzymała drugą nagrodę jury oraz większość regulaminowych wyróżnień, w tym od Polskiego Radia, dziennikarzy i fotoreporterów podczas konkursu „Debiutów” podczas 37. Krajowego Festiwalu Piosenki Polskiej w Opolu. Była też dwukrotnie wyróżniona na Przeglądzie Piosenki Aktorskiej we Wrocławiu.
W 2004 nagrała swój debiutancki album studyjny pt. Idę, który wydała Agencja Fonograficzna Polskiego Radia (na rynku polskim) i agencja artystyczna The Paderewski Symphony Orchestra of Chicago (na rynku amerykańskim). Promocji albumu towarzyszył recital pt. „Wpadłam na chwilę” (reż. Laco Adamík), którego premiera odbyła się w Studiu Polskiego Radia im. Agnieszki Osieckiej.

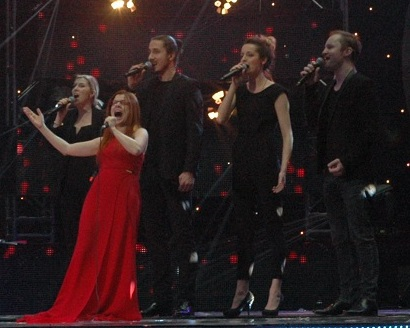
Osińska podczas prób do występu w krajowych eliminacjach do 61. Konkursu Piosenki Eurowizji (2016)

22 stycznia 2010 wydała album pt. Kamyk zielony, na który nagrała piosenki z tekstami Magdy Czapińskiej. Premierze towarzyszył spektakl w Teatrze Rampa w Warszawie. Zagrała w spektaklach teatralnych: Ulica Szarlatanów, Nie ma szatana (premiera telewizyjna jako Myślenie ma kolosalną przeszłość), Para nasycona, Dobranoc panowie i Wyjście z tła. Muzyka teatralna i filmowa Jerzego Satanowskiego oraz w sztuce Oskary, Oskary…. Śpiewała też w widowisku Trzymaj się swoich chmur (reż. Magda Umer), w oratoriach A kto się odda w radość i Woła nas Pan Ernesta Brylla i Włodzimierza Korcza (reż. Krzysztof Jaślar) oraz w Mszy Polskiej ks. Jana Twardowskiego z muzyką Hadriana Filipa Tabęckiego. Po rolach w spektaklach teatru Sztukmistrz z miasta Lublina, Brat naszego Boga i Jajokracja, wykonuje piosenki u boku aktora Roberta Kowalskiego.
W 2013 zajęła drugie miejsce w finale drugiej edycji programu TVP 2 The Voice of Poland oraz wydała album pt. Teraz. W marcu 2016 z utworem „Universal” zajęła czwarte miejsce w finale w krajowych eliminacji do 61. Konkursu Piosenki Eurowizji. W 2018 wydała album, zatytułowany po prostu Dorota Osińska. W lutym 2020 wydała album pt. Cześć, to ja.

## Dyskografia
Albumy studyjne
| 2004                                                    | Idę - Data: 11 października 2004 - Wydawca: Polskie Radio - Format: CD                          | –  |
| 2010                                                    | Kamyk zielony - Data: 22 stycznia 2010 - Wydawca: Sztukoteka - Format: CD, digital download     | –  |
| 2013                                                    | Teraz - Data: 5 listopada 2013 - Wydawca: Universal Music Polska - Format: CD, digital download | 39 |
| 2018                                                    | Dorota Osińska - Data: 14 września 2018 - Wydawca: MTJ - Format: CD, digital download           | –  |
| 2020                                                    | Cześć, to ja - Data: 7 lutego 2020 - Wydawca: MTJ - Format: CD, digital download                |    |
| 2022                                                    | Osina - Data: 18 marca 2022 - Wydawca: MTJ - Format: CD, digital download                       |    |
| „–” oznacza, że album nie był notowany na danej liście. |                                                                                                 |    |